# Liesek (przystanek kolejowy)
Liesek – zlikwidowany przystanek kolejowy w Liesku w (Kraju Żylińskim) na Słowacji.
Budynek dworcowy został zaadaptowany do celów prywatnych. Przystanek położony jest znacznej odległości od wsi. Ruch pociągów wstrzymano ok. 1975 r.